# Chari-Baguirmi

Region Chari-Baguirmi na mapě Čadu

Region Chari-Baguirmi (francouzsky: Région du Chari-Baguirmi, arabsky: منطقة شاري باقرمي) je jedním z 22 regionů Čadu. Hlavním městem je Massenya. Region odpovídá části bývalé prefektury Chari-Baguirmi (podprefektury Massenya a Bousso a část podprefektury N'Djamena).

## Administrativní dělení
Region Chari-Baguirmi se dělí na 3 departementy a 12 podprefektur:
| Departement | Hlavní město | Podprefektury                                 |
| ----------- | ------------ | --------------------------------------------- |
| Baguirmi    | Massenya     | Dourbali, Maï Aïche, Massenya                 |
| Chari       | Mandélia     | Koundoul, Linia, Lougoun, La Loumia, Mandélia |
| Loug Chari  | Bousso       | Bä Illi, Bogomoro, Bousso, Kouno, Mogo        |

## Demografie
Nejvýznamnějšími etnickými skupinami v regionu jsou Arabové (přes 33%), Fulbové, Barma, Kanuri a Ngambay

## Představitelé
- Guvernéři
  - Kedallah Younous Hamid (do března 2008)
  - 15. září 2008: Kalzeube Payimi Deubet